# 滝町 (岡崎市)
滝町（たきちょう）は、愛知県岡崎市の町名である。小字が設置されているが丁目は設定されていない。

## 地理
岡崎市の北部に位置する。

### 河川
- 青木川
  - 名旭川

### 小字
| - 字井ノ上（いのうえ） - 字入ノ谷（いりのたに） - 字入山（いりやま） - 字牛岩（うしいわ） - 字追ノ狭間（おいのはざま） - 字大入（おおいり） - 字大皿田（おおさらだ） - 字大洞（おおぼら） - 字岡楽（おからく） - 字釜ケ入（かまがいり） - 字河原ケ（かわらけ） - 字神田（かんだ） | - 字柴ケ谷（しばがたに） - 字十楽（じゅうらく） - 字新碕（しんざき） - 字住吉（すみよし） - 字外浦（そとうら） - 字長坂（ながさか） - 字中楽（なからく） - 字名越（なごえ） - 字根張沢（ねばりざわ） - 字能徳（のうとく） - 字半ノ木（はんのき） - 字日陰（ひかげ） | - 字別当（べつとう） - 字本部（ほんぶ） - 字松坂（まつさか） - 字松谷（まつたに） - 字祭り田（まつりだ） - 字丸根（まるね） - 字南谷（みなみだに） - 字籾ノ木（もみのき） - 字山籠（やまごもり） - 字指差（ゆびさし） - 字芳殿（よしでん） - 字四方堂（よほうどう） |

## 世帯数と人口
2019年（令和元年）5月1日現在の世帯数と人口は以下の通りである。
| 町丁 | 世帯数    | 人口    |
| ---- | --------- | ------- |
| 滝町 | 1,463世帯 | 3,831人 |

### 人口の変遷
国勢調査による人口の推移
| 1995年（平成7年）  | 3,756人 | [ 5 ] |  |
| 2000年（平成12年） | 3,460人 | [ 6 ] |  |
| 2005年（平成17年） | 3,737人 | [ 7 ] |  |
| 2010年（平成22年） | 3,910人 | [ 8 ] |  |
| 2015年（平成27年） | 3,825人 | [ 9 ] |  |

## 学区
市立小・中学校に通う場合、学区は以下の通りとなる。
| 番・番地等 | 小学校             | 中学校             | 高等学校 |
| ---------- | ------------------ | ------------------ | -------- |
| 全域       | 岡崎市立常磐小学校 | 岡崎市立常磐中学校 | 三河学区 |

## 歴史
額田郡滝村の一部を前身とする。

### 沿革
- 1889年（明治22年）10月1日 - 町村制施行。滝村・米河内村・安戸村・小丸村・新居村・蔵次村・大柳村が合併し、常磐村大字滝となる[11]。
- 1891年（明治24年） - 一部が大字新田（のちの真伝町）として分立[11]。
- 1955年（昭和30年）2月1日 - 岡崎市へ編入し、同市滝町となる[11]。
- 1970年（昭和45年）11月 - 日生不動産が手掛けた「岡崎滝団地」（以下、滝団地とする）が起工。総面積48万8300平方メートル、計画戸数1,050戸[12]。
- 1974年（昭和49年）3月 - 滝団地の造成工事が完了[12][13]。
- 1975年（昭和50年）3月 - 滝団地の入居開始[12]。
- 1977年（昭和52年）4月 - 滝団地の入居戸数が約100戸を数え、団地としての町内会である「滝新町町内会」が発足[12]。
- 2018年（平成30年）6月9日 - 一部が真伝吉祥二丁目となる[14][15]。

## 施設
- 岡崎市立常磐中学校
- 岡崎市立常磐小学校
- 岡崎市立常磐保育園
- かおる幼稚園
- 滝町老人保健施設
- 滝北公園
- 滝中央公園
- 丸根見晴公園
- 外浦公園
- 常磐郵便局
- JAあいち三河常磐支店
- NTT西日本常磐電話交換所
- 天王神社
- 滝山寺
- 滝山東照宮
- 弘願寺
- ローソン滝団地店
- セブン-イレブン岡崎滝町店

## ギャラリー
- 滝山東照宮
- 滝山寺三門
- 日吉山王社本殿
- 天王神社
- 青木川
- 岡崎市立常磐小学校
- 岡崎市立常磐中学校
- 岡崎市常磐保育園
- 滝中央公園
- いきいきガーデン
- 昭和初期の仁王橋、滝山寺三門

## 交通

### 道路
- 愛知県道335号南大須鴨田線（大沼街道）
- 愛知県道477号東大見岡崎線
- 都市計画道路岡崎環状線

## その他

### 日本郵便
- 郵便番号 : 444-3173[3]（集配局：岩津郵便局[16]）。

## 参考資料
- 「角川日本地名大辞典」編纂委員会 編『角川日本地名大辞典 23 愛知県』角川書店、1989年3月8日。ISBN 4-04-001230-5。
- 有限会社平凡社地方資料センター 編『日本歴史地名大系第23巻 愛知県の地名』平凡社、1981年。ISBN 4-582-49023-9。
- 新編岡崎市史編さん委員会 編『新編岡崎市史 総集編 20』1993年。